# Calliandra hirsuta
El timbre, huaje, o guajillo (Calliandra hirsuta) es un pequeño arbusto de la familia Fabaceae. Es endémico del oeste y suroeste de México y está considerada como de preocupación menor (LC) por la lista roja de la IUCN.

## Descripción
Es un pequeño arbusto de 20 a 80 cm de alto. Su tallo es  leñoso,  erecto,  cilíndrico, con ramas jóvenes con vellosidades, tricomas, de color blancos relativamente largos, ramas maduras y lisas.
Las hojas son bipinnadas, de hasta 8.2 cm largo, pinnas de 2 a 7 pares, y 1.5 a 4.5 cm de largo; con estípulas de 2 a 5 mm de largo, y también son estrechas a triangulares, rígidas,  membranosas, no se caen al madurar; con pecíolos de 0.5 a 1.3 cm de largo; con raquis de 0.6 a 4.5 cm largo, raquillas de 1.2 a 3.8 cm de largo; con folíolos de 7 a 24 pares por pinna, de 2 a 9 mm de largo, y de 0.7 a 3.0 mm de ancho, más largos que anchos a lanceolados,  con la base  generalmente oblicua, el ápice agudo, con margen con ligeras vellosidades, el has liso, de color verde olivo o pardos y brillosos, el envés es ligero o densamente  poblado con vellosidades, de color verde pálido.
Las inflorescencias son axilares, en capítulos con forma de cono invertido solitarios o en manojos, en pedúnculos, de 1.1 a 4.4 cm de largo; con pedicelos de 0.5 mm largo. Las flores son diurnas, semejantes, sin soporte o apenas visible; con cáliz de 1 a 3 cm largo, campanulado,  membranoso, con ligeras vellosidades esparcidas o generalmente liso; la corola es de 0.5 a 1 cm largo, en forma de embudo, membranosa, roja brillante y llamativa, con ligeras a densas vellosidades; contine estambres también rojos, con filamentos 3.4 a 4.0 cm largo cuando abre la flor para su polinización, tubo estaminal generalmente que no sobresale, ocasionalmente rebasa el ápice de la corola.
El fruto es tipo legumbre, erecto, de hasta 7.8 cm largo y de 0.6 cm ancho al madurar, delgadas y estrechas, agudas apicalmente, provista de una punta, rígidas, con consistencia similar al cuero, con ligeras vellosidades finas, con tricomas de color blanco.
Las semillas son pequeñas de 1 cm de largo y. 0.5 cm de ancho, más largo que ancho, testa parda con manchas pequeñas y negras con línea fisural. 
Una característica importante para identificar esta especie es que sus inflorescencias son con pedúnculos de 1 a 4.4 cm largo y estambres con filamentos  de color rojo. Presenta su floración de abril a septiembre y su fructificación de junio a noviembre. Las inflorescencias de esta especie tienen adaptaciones a la polinización por colibríes (su apertura florar es diurna y sus flores son completamente rojas), lo cual contrasta con varias otras especies mexicanas del género Calliandra, que son polinizadas por organismos nocturnos, como polillas y murciélagos.

## Distribución
Calliandra es un género endémico de América, principalmente en trópicos y subtrópicos, desde el suroeste de los Estados Unidos hasta Sudamérica, incluyendo las Antillas, propias de regiones áridas y semiáridas, con dos centros principales de diversificación, uno en el noreste de Brasil y el otro en el sureste de México. Está conformado por cerca de 135 especies, de las cuales, 30 se encuentran en México.
Calliandra hirsuta es una especie endémica  de México, se conoce de los estados de Chiapas,  Colima, Guerrero, Jalisco, Michoacán, Nayarit, Oaxaca, Puebla y Zacatecas.

## Hábitat
Es una especie que crece y se desarrolla en bosque de encino (Quercus) y de pino encino secundario, matorral xerófilo y bosque tropical caducifolio, por lo tanto, es una especie que soporta temperaturas muy variables, que pueden llegar a 0 °C en los bosque templados y la selva baja caducifolia, hasta los 40 °C que se pueden alcanzar en la selva baja caducifolia y  matorral xerófilo.  Las precipitaciones pueden variar de los 300 a los 1800 mm, puede encontrarse en una gran variedad de suelos como, arenosos, limosos, ligeramente ácidos y calizos. En elevaciones de 1350 a 2180 m.

## Estado de conservación
Es una especie cuya distribución en México se ha reportado en 9 estados, y no se encuentra bajo ninguna categoría de protección, de acuerdo a la NOM-059- ECOL- SEMARNAT- 2010. En la lista roja de la IUCN si se encuentra bajo la categoría de preocupación menor (LC).